# Centralia, Missouri
Centralia är en ort i Audrain County, och Boone County, i Missouri. Orten fick sitt namn efter läget som en järnvägsort halvvägs mellan Saint Louis och Ottumwa. Vid 2010 års folkräkning hade Centralia 4 027 invånare.